# Diodor
Diodor (el. Diodorus Siculus) (født ca. 90, død ca. 30 f.v.t.) var en græsk historiker fra Agyrium på Sicilien. Skrev i perioden en universalhistorie (Bibliotheca historia) i 40 bind, som primært var kompilation af ældre værker. Store dele af hans eget værk er kun bevaret som resuméer hos senere byzantinske forfattere.
Diodor besøgte selv både Egypten og Rom og beskriver flere farefulde rejser i både Europa og Asien. Det er dog tvivlsomt, at han rent faktisk har foretaget disse rejser, da hans beskrivelser indeholder fejl, som et øjenvidne ikke ville lave. På grund af disse fejl vurderes kildeværdien af hans værk ikke særligt højt af mange moderne historikere.